# Vestur-Húnavatnssýsla

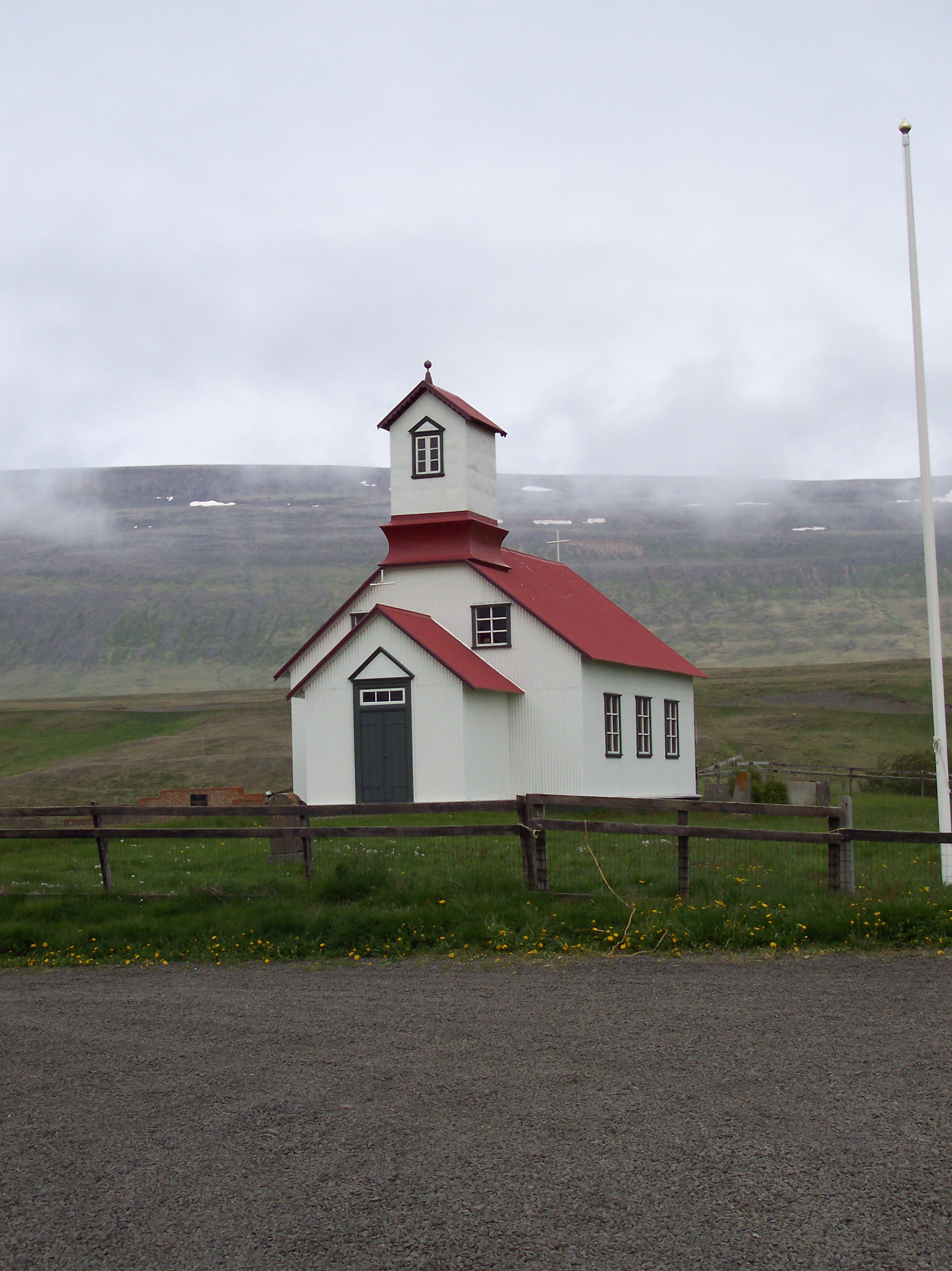
Eglise luthérienne en bois et tôle ondulée construite en 1889. Il s'agit d'un bâtiment protégé situé à Víðidalstunga, dans le compté de Vestur-Húnavatnssýslaq

Vestur-Húnavatnssýsla est un comté islandais, situé dans la région de Norðurland vestra. 